# TV Lützellinden

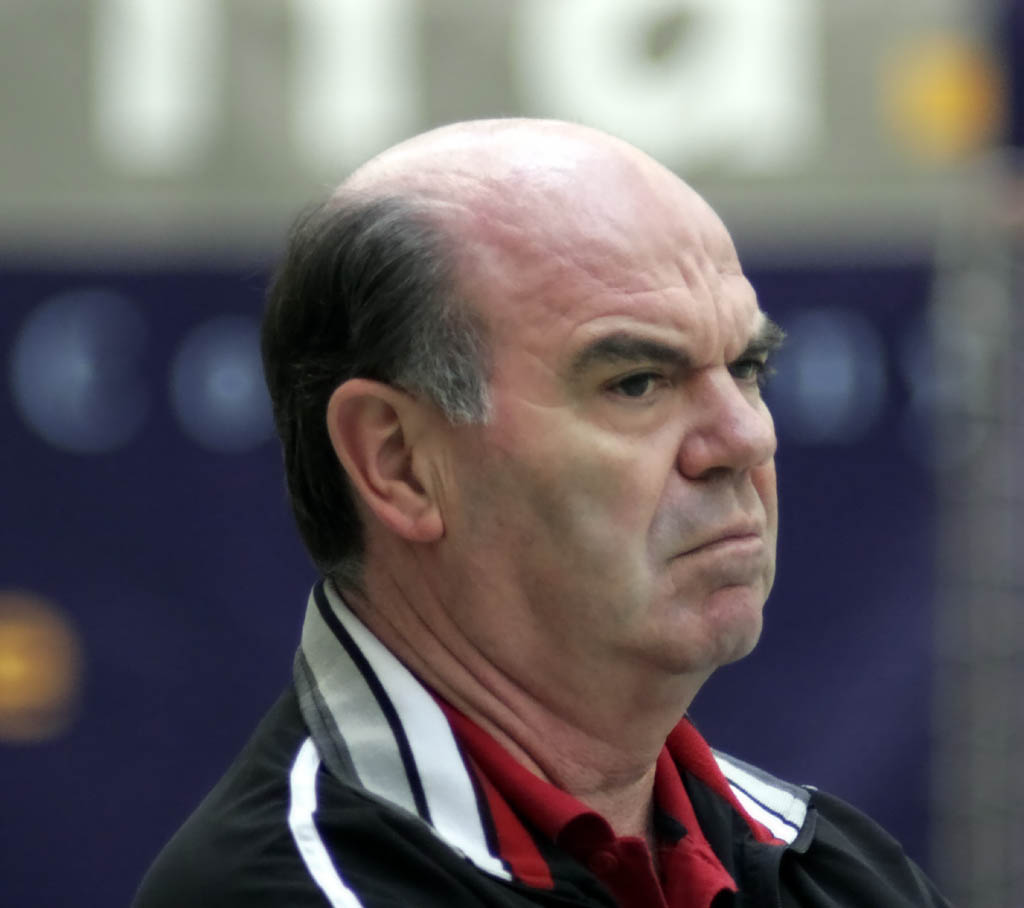
Antrenorul Jürgen Gerlach în 2006

TV Lützellinden a fost un club sportiv din cartierul Lützellinden al orașului Gießen, Germania. Echipa de handbal feminin a fost una din cele mai titrate din Germania, având în palmares șapte titluri naționale și Cupa Campionilor din 1991.

## Istoric
Clubul a fost fondat în anul 1904. Din 1980 Jürgen Gerlach a fost antrenor al echipei de handbal feminin. În 1982 Lützellinden a promovat în Handball-Bundesliga și în 1988 echipa a câștigat primul titlu național. În 1991 a cucerit trofeul Ligii Campionilor după ce a învins-o pe Hypobank Südstadt Wien cu scorul de 43–40
(21–15, 22–25). Are în palmares și două Cupe Cupelor (1993, 1996). Echipa a fost exclusă din Bundesliga în 2004 din cauza problemelor financiare grave. În 2006 echipa de junioare a devenit campioana națională, tot cu Jürgen Gerlach pe bancă. În același an clubul a fost desființat.

## Palmares
- Handball-Bundesliga: 
  - Câștigătoare (7):  1988, 1989, 1990, 1993, 1997, 2000, 2001[8]

- Cupa Germaniei:
  -  Câștigătoare (5): 1989, 1990, 1992, 1998, 1999[9]

- Cupa Campionilor Europeni:
  -  Câștigătoare (1): 1991[5]
  - Finalistă (1): 1992

- Cupa Cupelor:
  -  Câștigătoare (2): 1993, 1996[6]
  - Finalistă (1): 1995

## Foste jucătoare notabile
| - Dragica Đurić - Petra Boueke - Meike Neitsch - Birgit Wagner - Renate Wolf - Bianca Urbanke - Heike Murrweiss - Silvia Schmitt - Milica Danilović | - Jaroslava Ivančíková - Agnieszka Tobiasz - Dorthe Wiedenhöft-Naß - Sandra Mielke-Wolf - Anja Unger - Emilija Erčić - Eva Kiss-Györi - Miroslava Ritskiavitchius - Liliana Topea |